# Luchthaven Osvaldo Viera Internationaal
Luchthaven Osvaldo Vieira Internationaal (IATA: OXB, ICAO: GGOV) is een luchthaven in Bissau, de hoofdstad van Guinee-Bissau.
De luchthaven heeft een startbaan van 3200 meter. Hij ligt op een hoogte van 39 meter. Dit is een van de drie luchthavens in Guinee-Bissau met een verharde startbaan. Er is slechts een intercontinentale vlucht per week, naar Lissabon met TAP Portugal op vrijdag.
De luchthaven moest gesloten worden op 7 juni 1998 wegens intense gevechten rond Bissau. Hij werd officieel heropend in juli 1999, toen er een vliegtuig van Air Portugal met aan boord Eerste Minister Francisco Fadul, met nog veel andere hoogwaardigheidsbekleders uit Portugal en Guinee-Bissau, landde op de luchthaven.

## Luchtvaartmaatschappijen en bestemmingen
- Senegal Airlines - Dakar
- TACV - Praia, Dakar